# Albert Finney
Albert Terence Finney CBE (Charlestown, 9 de maio de 1936 — 7 de fevereiro de 2019) foi um ator britânico, descendente de irlandeses.
Foi indicado/nomeado para o Oscar por cinco vezes, quatro das quais como ator principal e outra como ator coadjuvante/secundário.

## Biografia
Filho de um guarda-livros, Albert Finney sempre quis ser ator. Aos 19 anos estreou no teatro em Birmingham, no papel de Bruto em "Júlio César" de William Shakespeare.
Foi descoberto por Tony Richardson que ao vê-lo em cena em "Coriolano", também de Shakespeare, em um palco de Londres, o convidou para filmar The Entertainer (1960). Foi o início de uma longa e feliz carreira.
Já em seu segundo trabalho, Finney chamou atenção da crítica em "Tudo Começou num Sábado" (Saturday Night, Sunday Morning), de Karel Reisz. Seu trabalho, além de muito elogiado, recebeu um prêmio no Festival de Mar de Plata.
Um de seus maiores sucessos foi "As Aventuras de Tom Jones", que recebeu o Oscar de Melhor Filme. Neste filme Finney teve a oportunidade de demonstrar seu enorme carisma, ganhou a Taça Volpi de melhor ator do Festival de Veneza de 1963, foi indicado como o melhor do ano pela Associação dos Críticos de Nova York e pela primeira vez ao Oscar de melhor ator, indicação que recebeu novamente em 1974, com sua interpretação do detetive Hercule Poirot em "Assassinato no Expresso Oriente" e em 1983, por "O Fiel Camareiro". Em 1984, foi indicado mais uma vez mas não ganhou, por sua esplêndida atuação em: "À Sombra de Um Vulcão", de John Huston.
Em 2002 se destacou ao interpretar Winston Churchill no filme da BBC The Gathering Storm, atuando ao lado da atriz Vanessa Redgrave, o que lhe garantiu um Globo de Ouro e um Emmy de melhor ator.
Finney teve a oportunidade de atuar com grandes diretores, como Ridley Scott ("Os Duelistas"), Stephen Frears ("Gumshoe, Detetive Particular"), Alan Parker ("A Chama que não se Apaga"), os irmãos Cohen ("Ajuste Final") e Steven Soderbergh, em "Erin Brockovich", atuação que lhe valeu uma indicação ao Globo de Ouro de Melhor Ator (coadjuvante/secundário) em cinema.
Albert Finney foi casado com Jane Werham (de 1957 a 1961), com quem teve um filho, Simon, e com Anouk Aimée, musa do cinema francês, atriz do clássico "Um Homem, Uma Mulher", (1970 a 1978).
Como diretor já se aventurou em dois filmes: "Charlie Bubbles – A Máscara e o Rosto" (1968) e "The Biko Inquest" (1984), produzido para a televisão.
Vencedor de cerca de 25 prêmios, nunca ganhou o Oscar.
Em 2011 o agente de Finney afirmou que o ator estava enfrentando um câncer no rim. Morreu em 8 de fevereiro de 2019, de causas não informada pela família.

## Filmografia
- 2012 – Skyfall
- 2012 -  The Bourne Legacy
- 2007 – Antes que o Diabo Saiba Que Você Está Morto
- 2007 – The Bourne Ultimatum
- 2006 – Amazing Grace
- 2006 – Um bom ano
- 2005 – A Noiva
- 2004 – Doze homens e outro segredo
- 2003 – Peixe grande e suas histórias maravilhosas
- 2000 – Delivering Milo
- 2000 – Traffic
- 2000 – Joan of Arc: The virgin warrior
- 2000 – Erin Brockovich
- 1999 – Simpático
- 1999 – À beira da loucura
- 1998 – A rather English marriage (televisão)
- 1997 – Bloodline
- 1995 – Um passo para a liberdade
- 1994 – A Man of No Importance
- 1994 – Nunca te amei
- 1993 – Uma razão para o amor
- 1992 – Romance proibido
- 1990 – The Wall: Live in Berlin (televisão)
- 1990 – Green man, The
- 1990 – Ajuste final
- 1990 – O jogo sem fim (televisão)
- 1990 – O poder da imagem (televisão)
- 1987 – Órfãos
- 1984 – The Biko inquest (televisão)
- 1984 – À sombra do vulcão
- 1984 – Papa João Paulo II (televisão)
- 1983 – O fiel camareiro
- 1982 – Annie
- 1982 – A chama que não se apaga
- 1981 – O domínio do olhar
- 1981 – Lobos
- 1980 – Golpe perigoso
- 1977 – Os duelistas
- 1975 – O irmão mais esperto de Sherlock Holmes
- 1975 – Forget-me-not-lane (televisão)
- 1973 – Assassinato no Orient Express
- 1973 – Alpha Beta
- 1971 – Gumshoe, detetive particular
- 1970 – Adorável Avarento
- 1969 – The Picasso summer
- 1967 – A máscara e o rosto
- 1967 – Um Caminho para Dois (1967)
- 1964 – A noite tudo encobre
- 1963 – Os vitoriosos
- 1963 – As aventuras de Tom Jones
- 1960 – Tudo começou no sábado
- 1960 – O anfitrião

## Indicações e prêmios
- Indicado ao Oscar de Melhor Ator (principal), por "As Aventuras de Tom Jones" (1963), "Assassinato no Orient Express" (1974), "O Fiel Camareiro" (1983) e "À Sombra do Vulcão" (1984).
- Indicado ao Oscar de Melhor Ator (coadjuvante/secundário), por "Erin Brockovich, Uma Mulher de Talento" (2000).
- Indicado ao Globo de Ouro de Melhor Ator - Drama, por "A Chama Que Não Se Apaga" (1982), "O Fiel Camareiro" (1983) e "À Sombra do Vulcão" (1984).
- Indicado ao Globo de Ouro de melhor ator em comédia ou musical, por "As Aventuras de Tom Jones" (1963) e "Adorável Avarento" (1970). **Venceu em 1970.
- Indicado ao Globo de Ouro de Melhor Ator (coadjuvante/secundário) em cinema, por "Erin Brockovich, Uma Mulher de Talento" (2000) e "Peixe grande e suas histórias maravilhosas" (2003).
- Vencedor do Globo de Ouro de Melhor Revelação Masculina, por "As Aventuras de Tom Jones" (1963).
- Indicado ao BAFTA de melhor ator em cinema (principal), por suas atuações em "Gumshoe" (1971), "Assassinato no Orient Express" (1974), "A Chama Que Não Se Apaga" (1982) e "O Fiel Camareiro" (1983).
- Indicado ao BAFTA de Melhor Ator (coadjuvante/secundário), por "Erin Brockovich, Uma Mulher de Talento" (2000) e "Peixe grande e suas histórias maravilhosas" (2003)..
- Indicado ao BAFTA de Melhor Ator Britânico, por suas atuações em "Tudo Começou Num Sábado" (1960) e "As Aventuras de Tom Jones" (1963).
- Vencedor do BAFTA de Melhor Revelação, por "Tudo Começou Num Sábado" (1960).
- Vencedor do Urso de Prata de melhor ator no Festival de Berlim, por "O Fiel Camareiro" (1983).
- Vencedor do Volpi Cup de Melhor Ator no Festival de Veneza, por "As Aventuras de Tom Jones" (1963).
- Vencedor do Prémio Screen Actors Guild de Melhor Ator (coadjuvante/secundário) em cinema por "Erin Brockovich (2000).